# Janusz Gauer
Janusz Gauer (ur. 9 maja 1954 w Łodzi) – reżyser oraz operator filmowy i telewizyjny.
W 1978 r. został absolwentem Wydziału Operatorskiego PWSFTviT w Łodzi.

## Filmografia
reżyseria:
- Adam i Ewa (2000–2001)

zdjęcia:
- Rozalka Olaboga (1984)
- Mów mi Rockefeller (1990)
- Kuchnia polska (1991–1993)
- Deja Vu (1998)
- Adam i Ewa (2000–2001)
- Samo życie (2002–2007)